# Edoardo Mangiarotti
Edoardo Mangiarotti   (Renate, 7 d'abril de 1919 - Milà, 25 de maig de 2012) fou un tirador italià, especialitzat en l'espasa i el floret. Està reconegut com el millor de tots els temps pel que fa a l'espasa i un dels més destacats al floret.
Va ser entrenat des de jove pel seu pare, Giuseppe, també esgrimidor. Amb ell aprengué a lluitar amb la mà esquerra. Va guanyar al llarg de la seva carrera un total de tretze medalles olímpiques i altres vint-i-quatre als Campionats del Món, unes xifres que cap altre tirador ha pogut assolir.
Un cop retirat de l'esport continuà lligat a l'esgrima de diverses maneres. Primer va treballar per a la Federació Italiana d'Esgrima (FIS) i després per a la Federació Internacional d'Esgrima (FIE). També va ser periodista de la Gazzetta dello Sport i va escriure un llibre sobre l'esgrima: La Vera Scherma. A més a més, Mangiarotti va estar present en totes les edicions dels Jocs Olímpics des de 1936 sense excepcions.